# Усть-Кабирза
Усть-Кабирза́ (рос. Усть-Кабырза) — селище у складі Таштагольського району Кемеровської області, Росія. Адміністративний центр Усть-Кабирзинського сільського поселення.

## Населення
Населення — 523 особи (2010; 597 у 2002).
Національний склад (станом на 2002 рік):
- росіяни — 57 %
- шорці — 39 %